# Liste der Monuments historiques in Neuve-Église
Die Liste der Monuments historiques in Neuve-Église führt die Monuments historiques in der französischen Gemeinde Neuve-Église auf.

## Liste der Bauwerke
| Bezeichnung       | Beschreibung                                                    | Standort               | Kennzeichnung | Schutzstatus | Datum | Bild           |
| ----------------- | --------------------------------------------------------------- | ---------------------- | ------------- | ------------ | ----- | -------------- |
| Kirche St-Nicolas | Chorturm aus dem 13. Jahrhundert, Schiff und Sakristei von 1735 | Rue de l’Église (Lage) | PA67000057    | Inscrit      | 2002  | weitere Bilder |

## Liste der Objekte
| Bezeichnung                 | Beschreibung | Standort                        | Kennzeichnung | Schutzstatus | Datum | Bild           |
| --------------------------- | --- | ------------------------------- | ------------- | ------------ | ----- | -------------- |
| Kreuzweg                    | 14 Gemälde; Ölfarbe auf Leinwand, 1834 von François-Joseph Stumpff                                                   | in der Kirche St-Nicolas (Lage) | PM67001302    | Inscrit      | 1999  | weitere Bilder |
| Kreuzigungsgruppe           | Holz, zweite Hälfte des 18. Jahrhunderts                                                                             | in der Kirche St-Nicolas (Lage) | PM67000870    | Classé       | 2000  |                |
| Marienaltar                 | linker Seitenaltar; Altartisch, Retabel und Skulptur Maria Immaculata; Holz, farbig gefasst und vergoldet, um 1735   | in der Kirche St-Nicolas (Lage) | PM67001299    | Inscrit      | 1999  | weitere Bilder |
| Skulptur Heiliger Sebastian | Holz, farbig gefasst und vergoldet, um 1735                                                                          | in der Kirche St-Nicolas (Lage) | PM67001300    | Inscrit      | 1999  |                |
| Skulptur Kruzifix           | Holz, farbig gefasst, vor 1782                                                                                       | in der Kirche St-Nicolas (Lage) | PM67001301    | Inscrit      | 1999  |                |
| Sebastiansaltar             | rechter Seitenaltar; Altartisch, Retabel und Skulptur Heiliger Nikolaus; Holz, farbig gefasst und vergoldet, um 1735 | in der Kirche St-Nicolas (Lage) | PM67001298    | Inscrit      | 1999  | weitere Bilder |
| Ratsche                     | Holz, Schmiedeeisen, vermutlich aus dem 19. Jahrhundert                                                              | in der Kirche St-Nicolas (Lage) | PM67001683    | Inscrit      | 1999  |                |
| Gefäße für die heiligen Öle | Messing, 1794 | im Pfarrhaus (Lage)             | PM67001304    | Inscrit      | 1999  |                |
| Hostieneisen                | Schmiedeeisen, 18. oder 19. Jahrhundert                                                                              | im Pfarrhaus (Lage)             | PM67001303    | Inscrit      | 1999  |                |